# День ГІС
День ГІС — щорічна міжнародна освітньо-інформаційна подія розробників і користувачів ГІС, метою якої є популяризація використання знань і навичок у царині геоінформатики в освітніх, урядових, бізнесових та інших громадських установах.
Установи, що використовують ГІС, або зацікавлені в поширенні ГІС, організовують або підтримують різні заходи, пов'язані з ГІС.
Наприклад, у 2005 р. відбулося понад 700 подій в 74 країнах світу.
Вперше день ГІС був проведений в 1999 р., і зазвичай відбувається в середу, на третьому тижні листопада, коли триває «тиждень географічної обізнаності», Geography Awareness Week, який підтримує Географічна спільнота США. США уможливлюють і винятки: так, у 2012 р., щоб рознести їхнє державне свято День подяки та день ГІС, останній провели 14 листопада.
В Україні день ГІС підтримують:
- ЕСОММ Со
- ГІС Аналітик
- Інститут телекомунікацій та глобального інформаційного простору
- ВГО «Наукова творча спільнота „Січневі ГІСи“»